# 2263 Shaanxi
2263 Shaanxi è un asteroide della fascia principale del diametro medio di circa 20,68 km. Scoperto nel 1978, presenta un'orbita caratterizzata da un semiasse maggiore pari a 3,0187284 au e da un'eccentricità di 0,1085465, inclinata di 11,40052° rispetto all'eclittica.
L'asteroide è dedicato all'omonima provincia cinese.